# Arlet (Apfel)
Arlet ist eine kleine bis mittelgroße, rundlich bis hochgebaute Sorte des Kulturapfels (Malus domestica). Sie entstand 1958 an der Eidgenössischen Forschungsanstalt Wädenswil aus einer Kreuzung der Sorten Golden Delicious und Idared und wird seit 1984 vermarktet.

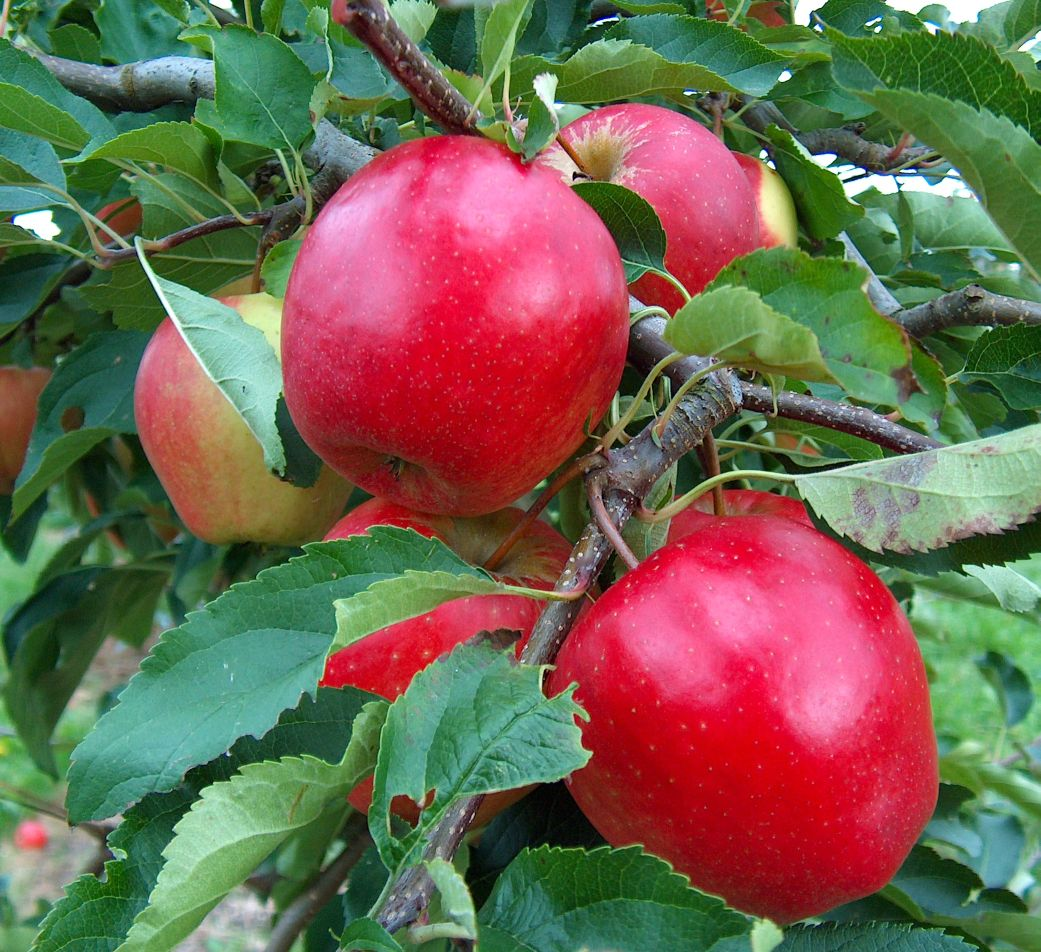
'Arlet' am Baum

Der Baum weist einen starken Wuchs auf. Der Ertrag setzt früh ein und ist dann regelmäßig hoch.
Die Sorte ist stark anfällig für Apfelschorf.
Die Äpfel der Sorte Arlet sind vielseitig verwendbar; sie sind zum Kochen und Backen gleichermaßen geeignet wie zum Frischverzehr. Die Schale hat eine gelbe Grundfarbe und eine kräftig leuchtende rote Deckfarbe. Sortentypisch ist die Berostung in der Stielbucht. Das Fruchtfleisch ist weiß bis cremefarbig, feinzellig und sehr saftig. Der Geschmack ist typischerweise angenehm fruchtig und fein-säuerlich.
Erntezeit ist Anfang bis Mitte Oktober. Genussreif ist der Apfel von November bis Februar. Vermarktet wird er bis zirka Ende Juni; dies ist möglich, da er im CA-Lager bis Ende Mai gelagert werden kann. Selbst bei Zimmertemperatur ist Arlet lange lagerfähig, ohne weich zu werden; denn der Apfel bildet bei Zimmertemperatur eine Fettschicht, die verhindert, dass die Frucht austrocknet.
- Fruchtgewicht 110–220 g
- spezifisches Fruchtgewicht 0,81–0,84 g/cm
- Zuckergehalt  12,1–14,0 %
- Säuregehalt 6,2–9,8 g/l
- Vitamin C 10–20 mg/100 g